# Ленеи
Ленеи (др.-греч. Λήναια) — дионисийский праздник в Древних Афинах, сопровождавшийся театральным состязанием.
Второе по важности дионисийское празднество, Ленеи справлялись следом за Сельскими Дионисиями, в месяце гамелионе, в течение нескольких дней, начиная с 12-го числа (конец января). Название производят от ионийского слова, обозначающего женщин, принадлежащих к дионисийскому культу (вакханок) — λῆναι, либо от слов ληνός (давильный пресс) и ληναιόν (сама виноградная давильня и место, где выдерживается вино). Месяц празднования Леней является самым холодным в Греции, и холод требуется вину для окончательной очистки. В ареале ионийского диалекта месяц, соответствующий афинскому гамелиону, часто именовался ленеем (Ληναιών). Праздник был не столь значительным, как Великие Дионисии, поскольку проводился зимой, в период прекращения навигации, и собирал только местное аттическое население.
Совершалось празднество в особом святилище, называемом Леней (Λήναιον). Его местонахождение не вполне ясно, так как источники помещают его то в городе, то в сельской местности. Предполагается, что Ленеев было как минимум два, ибо одно святилище со временем перестало вмещать всех желающих. Городской Леней со священной оградой Диониса находился рядом с агорой, в ложбине, расположенной между Акрополем, Пниксом и Ареопагом.
Священнодействия совершались сходно с Сельскими Дионисиями, но более торжественно. Их частью было исполнение дифирамбов в честь божества киклическими хорами, получившими такое название из-за того, что во время исполнения они мерным ритмическим шагом обходили вокруг алтаря.
В классическую эпоху важной частью Леней стали театральные представления, учрежденные, вероятно, Писистратом. Первоначально пьесы игрались в городском святилище, а позднее был выстроен постоянный театр на юго-восточном склоне Акрополя. И самим праздником и театральными состязаниями руководил архонт-басилей.
Репертуар Леней уступал в разнообразии Великим Дионисиям: вместо трех трагиков в состязаниях, по-видимому, участвовали всего два, ставившие по две пьесы, а комиков, как и на Дионисиях, было трое. Сатировские драмы на этом празднике не ставились. Продолжительность представлений менялась в разные годы, поэтому установить число дней праздника затруднительно. Список победителей частично сохранился.